# Gusinje
Gusinje je grad i središte istoimene općine u istočnoj Crnoj Gori. Općina Gusinje nastala je u 2014. godine izdvajanjem iz stare općine Plav.

## Naselja
U općini Gusinje nalazi se 9 naseljenih mjesta – Dolja, Dosuđe, Grnčar, Gusinje, Kolenovići, Kruševo, Martinovići, Višnjevo i Vusanje.

## Stanovništvo
Na popisu stanovništva 2011. godine općina Gusinje imala je 4.027 stanovnika, od čega u samom Gusinju 1.673.

### Općina Gusinje
| Broj stanovnika po popisima | Broj stanovnika po popisima | Broj stanovnika po popisima | Broj stanovnika po popisima | Broj stanovnika po popisima | Broj stanovnika po popisima | Broj stanovnika po popisima | Broj stanovnika po popisima |
| --------------------------- | --------------------------- | --------------------------- | --------------------------- | --------------------------- | --------------------------- | --------------------------- | --------------------------- |
| 1948                        | 1953                        | 1961                        | 1971                        | 1981                        | 1991                        | 2003                        | 2011                        |
| 6.341                       | 6.848                       | 7.427                       | 7.535                       | 7.842                       | 7.125                       | 4.424                       | 4.027                       |

### Gusinje (naseljeno mjesto)
| Broj stanovnika po popisima | Broj stanovnika po popisima | Broj stanovnika po popisima | Broj stanovnika po popisima | Broj stanovnika po popisima | Broj stanovnika po popisima | Broj stanovnika po popisima | Broj stanovnika po popisima |
| --------------------------- | --------------------------- | --------------------------- | --------------------------- | --------------------------- | --------------------------- | --------------------------- | --------------------------- |
| 1948                        | 1953                        | 1961                        | 1971                        | 1981                        | 1991                        | 2003                        | 2011                        |
| 2.402                       | 2.555                       | 2.756                       | 2.695                       | 2.625                       | 2.472                       | 1.704                       | 1.673                       |

#### Popis 2011.
| Narodnost | 2011           |
| --------- | -------------- |
| Bošnjaci  | 1.098 (65,63%) |
| Muslimani | 294 (17,57%)   |
| Albanci   | 182 (10,87%)   |
| Crnogorci | 46 (2,74%)     |
| Srbi      | 28 (1,67%)     |
| Goranci   | 10 (0,59)      |
| Ostalo    | 7 (0,41%)      |
| ukupno    | 1.673          |

| Jezik                 | 2011         |
| --------------------- | ------------ |
| Bosanski              | 892 (53,31%) |
| Crnogorski            | 473 (28,27%) |
| Albanski              | 177 (10,57%) |
| Srpski                | 57 (3,40%)   |
| Bošnjački             | 50 (2,98%)   |
| Regionalni jezici     | 11 (0,65%)   |
| Ne želi da se izjasni | 9 (0,53%)    |
| ukupno                | 1.673        |

| Vjera       | 2011           |
| ----------- | -------------- |
| Islamska    | 1.580 (94,44%) |
| Pravoslavna | 67 (4,00%)     |
| Katolička   | 18 (1,07%)     |
| ukupno      | 1.673          |